# الکساندر استانیر
الکساندر استانیر (انگلیسی: Alexander Stanier؛ ۳۱ ژانویه ۱۸۹۹ – ۱۰ ژانویه ۱۹۹۵) فرد نظامی اهل بریتانیا بود. وی برندهٔ جوایزی همچون لژیون دونور، صلیب نظامی، و ستاره نقره‌ای شده‌است.
او افسر ارتش بریتانیا بود که در جنگ‌های جهانی اول و دوم جنگید و به ویژه به خاطر اقداماتش در بولونی در سال ۱۹۴۰، در روز دی در سال ۱۹۴۴ و در راینلند در سال ۱۹۴۴ شناخته شده است.